# Pintarroxo-do-yemen
O Pintarroxo-do-yemen (Linaria yemenensis ou Carduelis yemenensis) é uma espécie de ave da família Fringillidae.

## Descrição
O pintarroxo-do-yemen tem a cabeça, a nuca e a garganta cinzentas, estendendo-se até ao peito onde se torna cinzento-claro. As partes inferiores são castanho-claras, quase bege, o dorso é castanho com estrias mais escuras, as asas são castanhas com as pontas pretas, a cauda é preta e o bico é cinzento escuro.

## Distribuição
Pode ser encontrada nos seguintes países:  sudoeste da Arábia Saudita e oeste do Iémen.

## Taxonomia
Descoberto por Ogilvie-Grant, em 1913, em Menacha, no Iémen. Deu-lhe o nome de Pseudacanthis yemenensis. Anteriormente estava incluído no género Acanthis. Não tem subespécies.

## Habitat
Os seus habitats naturais são: matagal árido tropical ou subtropical.
Encontramo-lo também nas encostas  rochosas semeadas de alguma vegetação como acácias, Euphorbia, roseiras e plantas herbáceas. Frequenta  também os bosques de juníperos no sudoeste da Arábia Saudita.

## Alimentação
Alimenta-se essencialmente de sementes de plantas herbáceas como o sorgo e o Rumex  e de arbustos como o boldo-de-jardim (Plectranthus barbatus). Segundo fotos de Ottaviani (2011), consome também acacia origena  e vagens de Sisymbrium orientale.

### Fotos
- Birds Oman Yemen Linnet
- Flickr Yemen Linnet